# Balenyà
Balenyà – gmina w Hiszpanii, w prowincji Barcelona, w Katalonii, o powierzchni 17,34 km². W 2011 roku gmina liczyła 3714 mieszkańców.